# Prostituzione in Thailandia
La prostituzione in Thailandia risulta illegale dal punto di vista meramente teorico, poiché è ampiamente tollerata e regolamentata; praticata apertamente in tutto il paese, i funzionari locali molto spesso chiudono un occhio in quanto è una sicura fonte di introiti notevoli. Il numero preciso di prostitute esistenti è difficile da valutare con esattezza, le stime difatti possono variare notevolmente e sono oggetto di controversie.
Dagli anni '70 del XX secolo la Thailandia ha acquisito sempre più notorietà internazionale tra i viaggiatori provenienti da molti paesi come destinazione privilegiata di turismo sessuale.

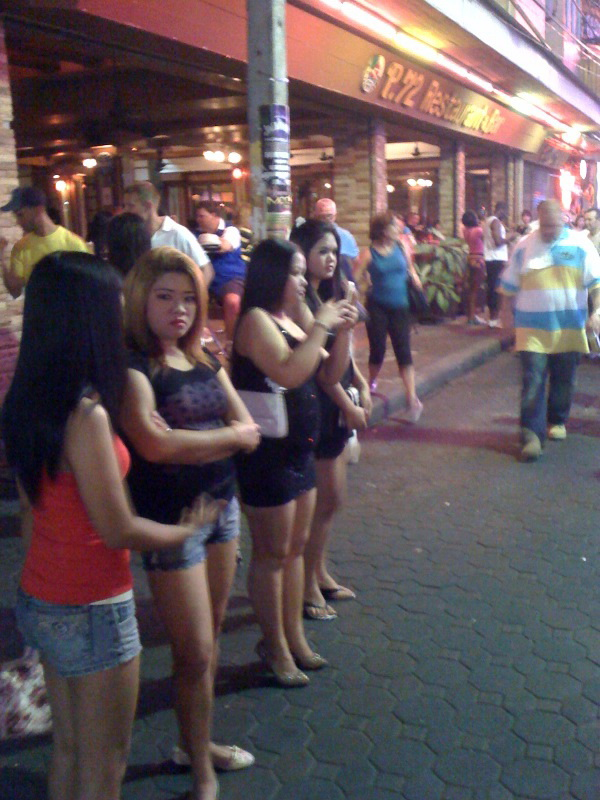
Prostitute per strada

A Bangkok (oltre a Patpong, Nana Plaza e il quartiere a luci rosse denominato Soi Cowboy), il cosiddetto quartiere dei divertimenti Ratchadaphisek, che corre lungo l'omonima via nei pressi del distretto di Huai Khwang offre diversi luoghi d'intrattenimento di grandi dimensioni che comprendono anche varie tipologie di massaggi sessuali; in molti locali ove si esegue il karaoke poi, vi si trovano spesso giovani donne le quali, oltre a cantare e suonare la musica tradizionale thailandese, si impegnano nella prostituzione. Anche Pattaya e Phuket (soprattutto la sua località Patong) sono spesso identificati come aree primarie di turismo sessuale, assieme alla città Hat Yai situata al Sud e alle altre cittadine di confine con la Malaysia.

## Estensione del fenomeno

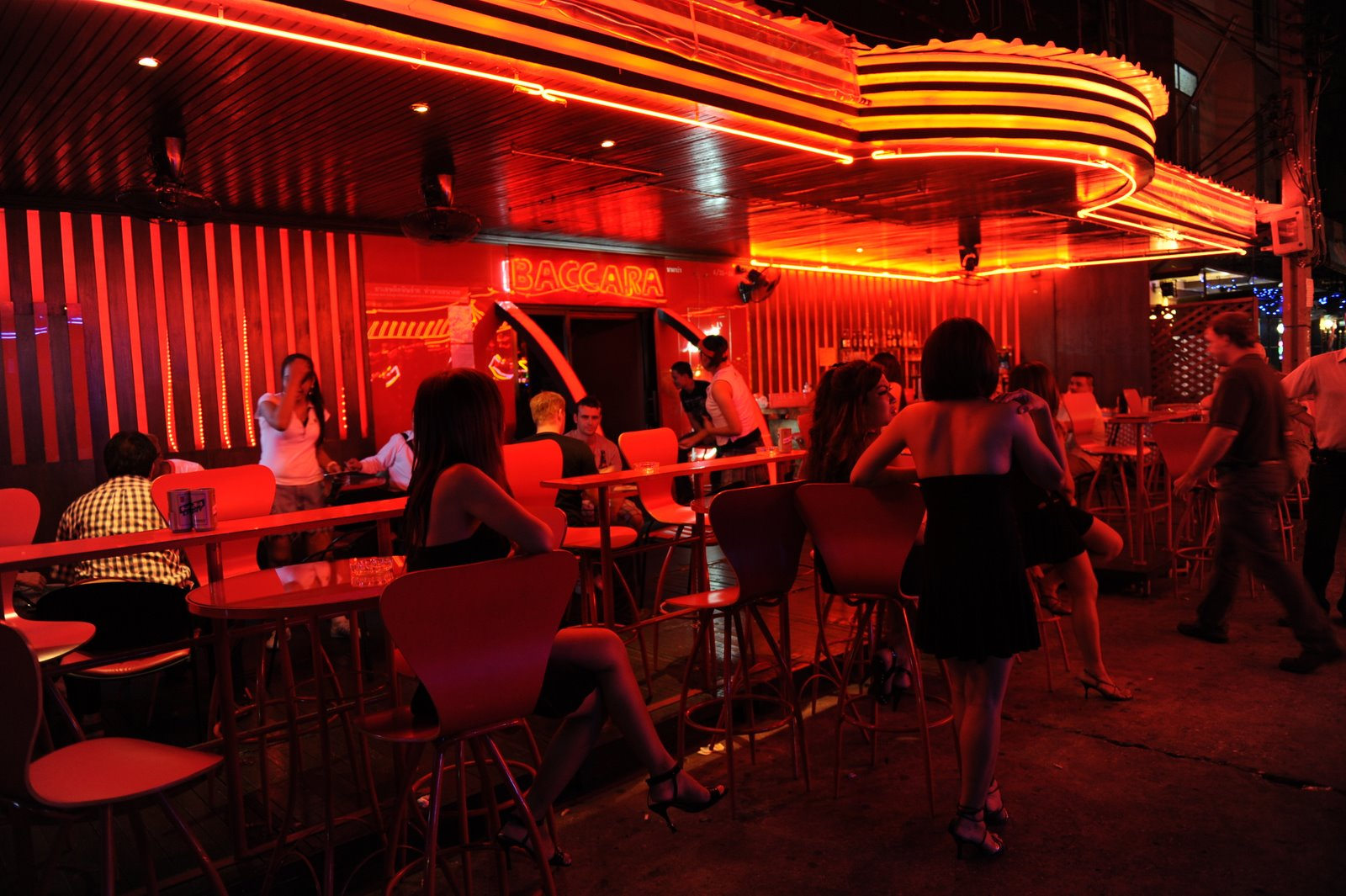
L'interno di un locale notturno a Soi Cowboy, il quartiere a luci rosse di Bangkok

Le stime sul numero di prostitute variano notevolmente, da un primo studio del 1974 risultava che fossero tra le 500 e le 700.000: una stima del 2004 condotta dalla Chulalongkorn University dava un totale di 2.800.000 persone che lavoravano nel campo della prostituzione, di cui 2 milioni di donne, 20.000 maschi adulti e quasi 800.000 minori tra maschi e femmine. Secondo un rapporto pubblicato nel 2003 il commercio del sesso rappresentava quasi il 3% dell'intero PIL dello stato, con un fatturato di 4,3 miliardi di euro all'anno.
Secondo un'inchiesta del 2006, nella sola isola-resort di Ko Samui vi erano almeno 10.000 prostitute che ricevevano il 10% del totale dei soldi spesi dai turisti stranieri occidentali presenti sull'isola.
Un rapporto del 2001 dell'Organizzazione mondiale della sanità rende come attendibile la cifra di 200.000 donne che vivono interamente di prostituzione, mentre secondo una ricerca governativa del 2008 si stimava in 80.000 il numero di prostitute adulte che lavoravano all'interno di locali d'intrattenimento registrati legalmente: per le ONG tuttavia la cifra più reale era ritenuta essere tra le 200.000 e le 300.000.
Nel 1996 c'erano 5.000 prostitute russe, molte delle quali controllate e sfruttate da bande criminali e mafiose; ma la maggioranza delle prostitute straniere presenti provengono da minoranze etniche della Birmania.

## Situazione giuridica e storia

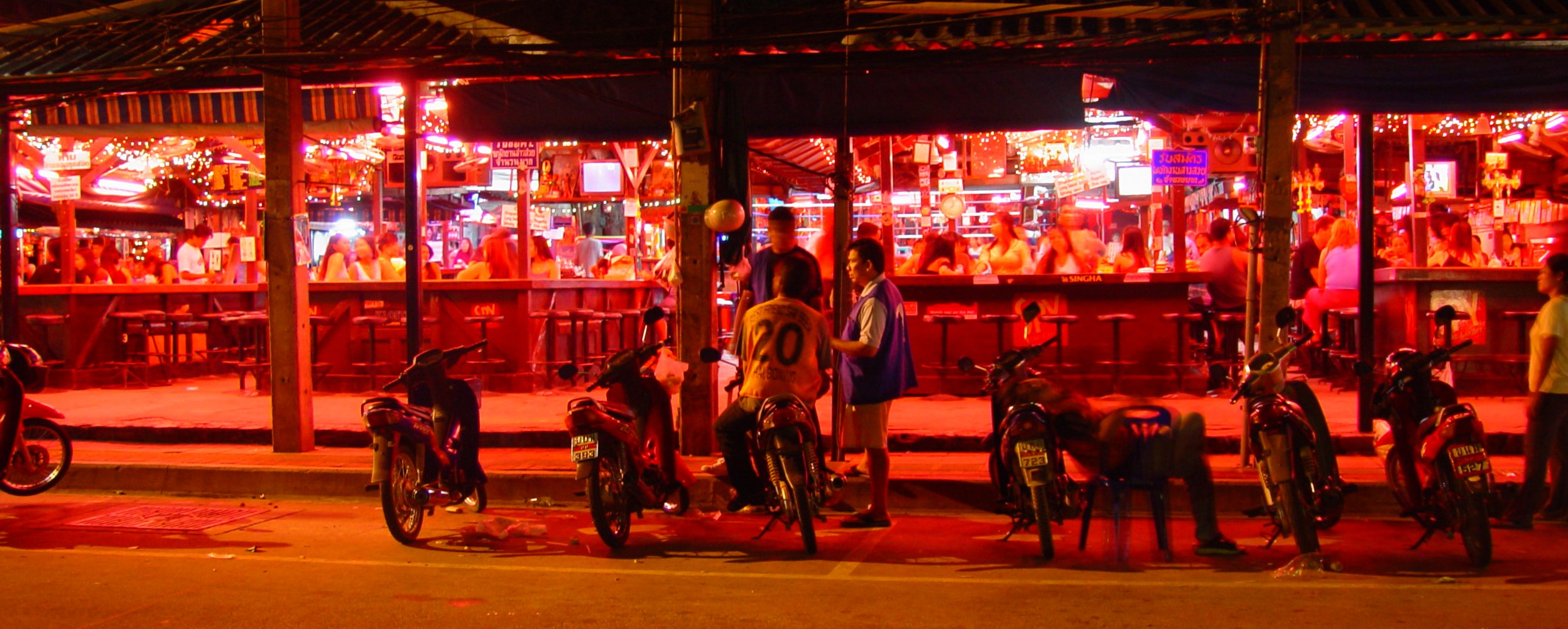
Ingresso di un night club a Pattaya

La prostituzione è stata considerata illegale a partire dal 1960, quando è stata approvata una legge a tal riguardo a seguito delle pressioni dell'ONU.
La prostituzione è definita come un qualsiasi atto compiuto per gratificare il desiderio sessuale di qualcuno in cambio di un ritorno economico o altro tipo di guadagno. In caso di prostituzione minorile la sanzione è di 6 anni di carcere se la prostituta ha un'età inferiore ai 15 anni; la pena va anche a carico dei proprietari di imprese o stabilimenti al cui interno sia praticata la prostituzione, dai 3 ai 15 anni aggravata se sono coinvolti minori o se vi è schiavitù.
Vi è stato anche nel 2003 un tentativo di legalizzazione del fenomeno da parte del Ministero della Giustizia: proposta come mezzo per ridurre la corruzione, aumentare il gettito fiscale e migliorare la condizione umana e sanitaria delle persone coinvolte. Si è tenuto un dibattito pubblico sul tema, tuttavia nessuna decisione è stata presa.

## Visione sociale della prostituzione

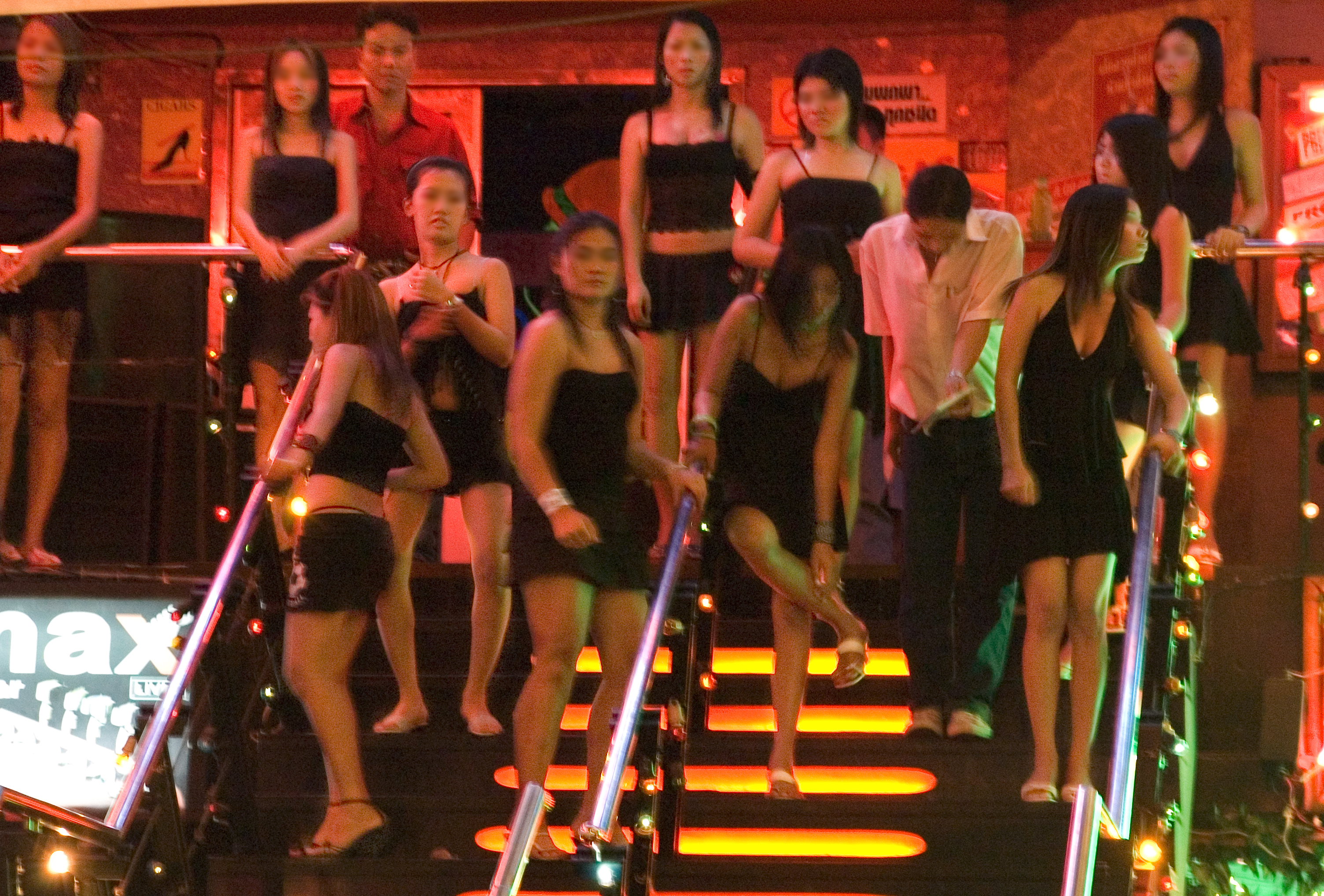
Ragazze del bar in attesa di clienti

Molte donne thailandesi credono che l'esistenza della prostituzione riduca attivamente l'incidenza della violenza sessuale e viene pertanto veduta di buon occhio; vi è un atteggiamento generale nella popolazione che la vede come parte integrante del tessuto sociale della nazione. Il sesso prematrimoniale, occasionale ed extraconiugale con le prostitute è accettato e largamente approvato dalla maggioranza della popolazione.
Un altro motivo che contribuisce alla prosperità della prostituzione è la tolleranza, quando non la simpatia, generale nei confronti di quelle categorie di persone percepite come oppresse: non esiste la benché minima condanna di tipo morale o religioso nei confronti di chi si prostituisce, tanto più che molte prostitute mantengono le loro famiglie d'origine con la loro professione e ad alcuni uomini non dispiace affatto sposare ex prostitute. Secondo uno studio del 2009 il lavoro sessuale era considerato come del tutto normale, alla stregua di qualsiasi altra professione.

## Forme di prostituzione

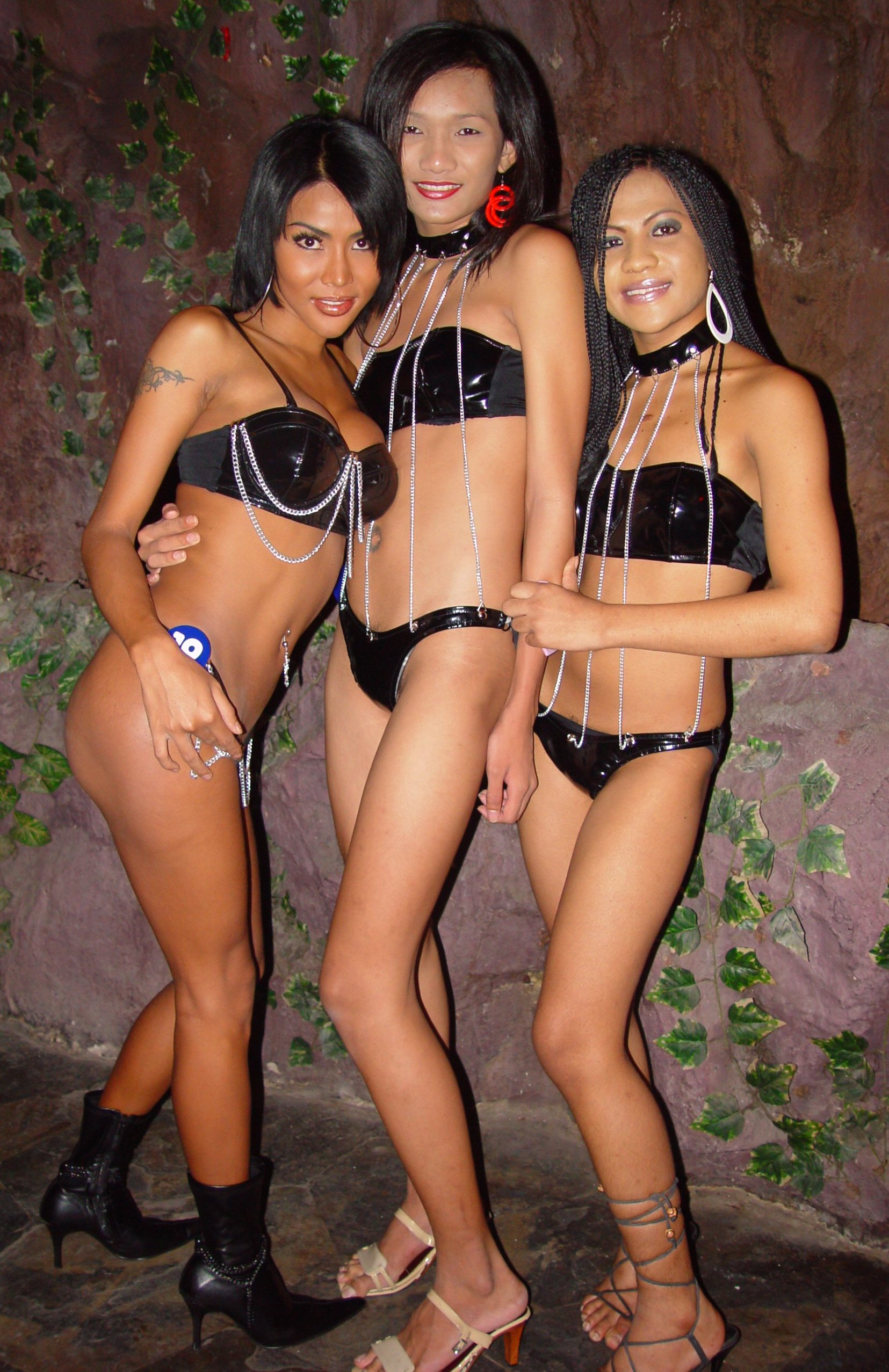
Tre Kathoey, prostitute transessuali thailandesi

Si può facilmente trovare in qualsiasi città thailandese qualche prostituta che lavora in saune, saloni per massaggi, hostess-bar, locali notturni, bar e luoghi di ritrovo per karaoke.

### Ab Ob Nuat
Il termine può essere tradotto con "fare bagno e massaggio": consiste il più delle volte in un massaggio dell'intero corpo nudo con olio o con un trattamento in vasca da bagno che comprende anche svariati servizi sessuali. In questo tipo di stabilimento i clienti di sesso maschile possono impegnarsi in attività sessuali con prostitute (del tutto simili alle soapland giapponesi).

### Massaggi
Anche se la Thailandia è nota per la sua tradizione di massaggi non sessuali conosciuti come Nuat Phaen Boran, molti di questi saloni possono a richiesta fornire anche ai clienti una sorta di massaggio erotico a un prezzo aggiuntivo, tra cui masturbazione, sesso orale o un vero e proprio rapporto sessuale. La differenza rispetto agli Ab Ob Nuat è che i saloni e centri ufficiali di massaggio thailandese non sono di regola coinvolti nella prostituzione.

### Bar e locali notturni
La forma più diffusa di interazione, per le prostitute, con gli occidentali, rimane quella dei night club: giovani donne chiamate "ragazze del bar", o ragazzi nel caso di bar gay o transessuali (nel qual caso sono chiamati kathoey) vengono impiegati in pista o sopra cubi giganti sia come ballerini nel caso dei go go bar, sia semplicemente come host-hostess (intrattenitori) e che incoraggiano i clienti a spendere tutto quello che hanno con sé. Anche le varie discoteche nelle maggiori località turistiche come Koh Samui, Pattaya e Phuket sono frequentate da prostitute.

## Prostituzione e criminalità
I quartieri a luci rosse delle città thailandesi sono nelle mani, per la stragrande maggioranza dei casi, dei proprietari cinesi di locali notturni, casinò e strutture per l'intrattenimento e che funzionano sia come fonti di reddito sia come centri operativi per il traffico di esseri umani, di stupefacenti ed estorsioni.

### Prostituzione minorile
Il numero esatto dei minori maschi e femmine che si prostituiscono in Thailandia non è noto. Secondo una ricerca svolta da un istituto statunitense le stime del numero di bambini coinvolti varia da poche decine a centinaia di migliaia; il governo, ricercatori universitari e le ONG stimano che vi possano essere da 30.000 a 40.000 prostitute al di sotto dei 18 anni, escludendo quelle provenienti dall'estero, mentre l'istituto nazionale di prevenzione sanitaria calcola che la prostituzione minorile rappresenti almeno il 40% dell'intera popolazione delle prostitute presenti nel paese.
Le ragioni per le quali bambini e minori in genere possano venir 'commercializzati' a fini sessuali possono essere svariate, tra le quali al primo posto vi è da includere certamente la condizione economica disagiata quando non la vera e propria miseria.
1. molti bambini delle tribù etniche nelle zone collinari di frontiera al nord del paese patiscono livelli maggiori di povertà rispetto al resto della popolazione, e molti di loro non hanno neppure alcun documento di cittadinanza (e ciò vuol dire non aver accesso né alle cure sanitarie né alla scuola primaria, il che limita notevolmente le future opportunità di lavoro e integrazione)[22].
2. vi sono poi i bambini vittime di tratta da parte delle organizzazioni criminali le quali li trasportano (grazie anche a funzionari dell'immigrazione e polizia di frontiera compiacenti) nei bordelli di tutto il paese[22].
3. infine una bambina può diventare prostituta anche per senso del dovere. Secondo le usanze tradizionali difatti il primo compito di una ragazza è quello di sostenere e aiutare la famiglia in ogni maniera possibile, e per pagare eventuali debiti i figli possono venir avviati al mercato del sesso e costretti a prostituirsi[22].

I bambini poi possono anche essere direttamente avvicinati per strada da pedofili in cerca di contatti sessuali: il turismo sessuale minorile è un problema molto serio per la Thailandia, leader assieme a Cambogia, India, Brasile e Messico dello sfruttamento sessuale minorile. Molti pedofili sfruttano le leggi estremamente permissive del paese per trovar una copertura ed evitare così d'esser incriminati.

## Organizzazioni internazionali
Esistono sul territorio diverse organizzazioni di sostegno per chi lascia la prostituzione.